# 太田唯
太田 唯（おおた ゆい、1995年〈平成7年〉9月25日 - ）は、日本の女優、YouTuber。奈良県出身。太田プロダクション所属。

## 人物
特技は魚を捌くこと。趣味は釣り、キャンプ、山登り。スタジオ・ジブリ関連の作品の鑑賞、考察、聖地巡礼、YouTube動画撮影、ラジオや釣り番組のMCを担当するなどマルチに活動。ペットシッター士、普通自動免許、漢検2級取得。
学生時代は陸上部。20歳のときにオーディション雑誌の読者選抜として選出され、10社近くの事務所からオファーを獲得し、太田プロダクション所属となる。
YouTubeの動画撮影においては、企画から編集まで自ら手掛け、自身の好きを日々発信している。2020年に自身のYouTubeチャンネルを開設。動画のトピックはジブリ（映画・グッズ・ライブ配信）、キャンプ、釣りをメインにしており、総再生回数は2024年8月で7,400万回以上を突破。チャンネル登録者数は2023年8月で12万人、2024年8月で14万人、2025年2月に15万人に到達した。
ジブリ作品において好きな男性キャラクターはもののけ姫のアシタカ、共感するキャラクターは耳をすませばの月島雫。
2018年にはメインMCを務める釣りビジョン「大漁！関東沖釣り爆釣会」への出演をきっかけに海釣りに魅了される。自分専用の竿を作り、休日には1人で船に乗り込み釣りに行き、釣った魚は自分で捌いて食べる。
2024年にはJTBとのコラボ企画「ジブリパークを歩こう！」では「みんなの遠足弁当」として、名古屋の仕出し八百彦本店と共に弁当の共同開発・監修に携わった。
同年11月、もののけ姫とアウトドアブランドフォックスファイヤーとのコラボ企画では、全てのコラボ商品がユニセックス仕様のなか、素材から配色選びに携わった。

## 出演

### テレビドラマ
- 夫婦の秘密（BS-TBS）- 黒岩悦子 役
- 新・科捜研の女3 season7 第7話（EX） - 由起子 役(回想)
- 新・京都迷宮案内 最終回スペシャル（EX） - 風間ハル子（糸川春子の幼少時代） 役
- 三匹のおっさん3〜正義の味方、みたび!!〜 第4話（TX） - 里菜 役
- 月曜名作劇場「温泉殺人事件シリーズ3」（TBS） - 渡瀬里佳子 役
- しんがん〜警視庁お宝捜査（EX） - 栗田萌美 役
- 今日から俺は!!（NTV） - レギュラークラスメイト：太田陽子 役
- 社内処刑人〜彼女は敵を消していく〜 第3話・第4話（2024年5月3日・10日、関西テレビ） - 北尾渚 役[6]
- 宙わたる教室 (第7話 2024年11月19日放送、NHK) - 望月純 役 [7]
- 新・暴れん坊将軍 (2025年1月4日、テレビ朝日) - おみね 役[8][9]
- 相続探偵 第4話・第5話 (2025年2月15日・22日、日本テレビ）老舗和菓子屋「鳳凰」従業員 役[10]
- あきない世傳 金と銀2 第5話 「いざ!討ち入り」(2025年5月4日、NHK BS)
- ダメマネ -ダメなタレント、マネジメントします-  第8話「恋も過去も暴かれる！！バレて燃えて会見へ！」(2025年6月8日、日本テレビ)

### 映画
- セブンティーン、北杜 夏（2017年9月9日、映画24区） - 岡本茉莉 役[11]
- 今日から俺は!!劇場版（2020年7月17日、東宝） - 太田陽子 役[12]
- 日米合作短編映画『マカリス』（2022年6月18日、亀井工業 / Coast Vision Productions）[13] - サツキ 役（W主演）[14]
  - 同時上映「Fa(r)ther」 - 主演[15][16]
- 由宇子の天秤（2021年9月17日、ビターズ・エンド） - ラジオMC 役（声の出演）[15]

### 舞台
- わたしを殺して... (東京ハイビーム) マドンナ 役 [17]

### CM
- ローソン 妄想シズル編
- キリン 上々 焼酎ソーダ[18]

### テレビ番組
- トコトン掘り下げ隊!生き物にサンキュー!!（TBS）[19] - 2017年1月 - 2018年10月、保護にゃんハウスコーナー（レギュラー）
- 大漁!関東沖釣り爆釣会（2018年5月17日[20] - 2021年9月16日、釣りビジョン）[21] - 2018年6月14日放送回より、6代目リーダー[22]（レギュラー）
- 今夜くらべてみました 「スタジオジブリ」×「今夜くらべてみました」コラボSP ジブリを愛しすぎる女 (日本テレビ) 2021年9月1日[23]
- きょうも大漁!関東沖釣り爆釣会（2021年11月29日[24] - 2024年9月16日[25]、釣りビジョン）[26] - 『大漁!関東沖釣り爆釣会』リニューアル。6代目リーダー[24]（レギュラー）
- 〇〇をする流れ星☆たきうえ（岐阜放送）- ナレーション[27]
- 30秒でジャッジ！絶対に売れそうグランプリ (TBS) 2025年6月22日
- 今日から！ベイスターズ　(J:COMチャンネル) - アシスタントMCレギュラー[28]

### ラジオ
- Honda Smile Mission（TOKYO FM） - 2017年5月〜2021年3月：水曜レギュラー
- 流れ星☆ヒッツラジオやるんやさ1・2[29]
- 太田唯のまいにちラジオ[30]

### 雑誌
- Girls!  (2016年4月号インタビュー記事「タレントパワーランキング」)
- はじめての車中泊＆ノウハウ 2024[31] (八重洲出版)

## 受賞歴
- ロサンゼルス・アジアンパシフィック映画祭　短編部門ノミネート
- Short Shorts Film Festival & Asia 2019 ジャパン部門ノミネート
- ヒューストン国際映画祭 中編ホラー/ファンタジー部門　Gold Remi Award受賞
- カンヌ国際映画祭 Short Film Corner
- Lift-Off Global Network 2020 短編部門
- ニース国際映画祭 4部門ノミネート
- New York Japan Cinefest 短編部門ノミネート
- Japan Indies Film Festival ノミネート
- NewFilmmakers Los Angeles 短編部門ノミネート